# Eva Quistorp
Eva-Maria Quistorp (Detmold, 27 agosto 1945) è una politica, teologa e politologa tedesca, esponente di Alleanza 90/I Verdi ed europarlamentare dal 1989 al 1994.

## Biografia

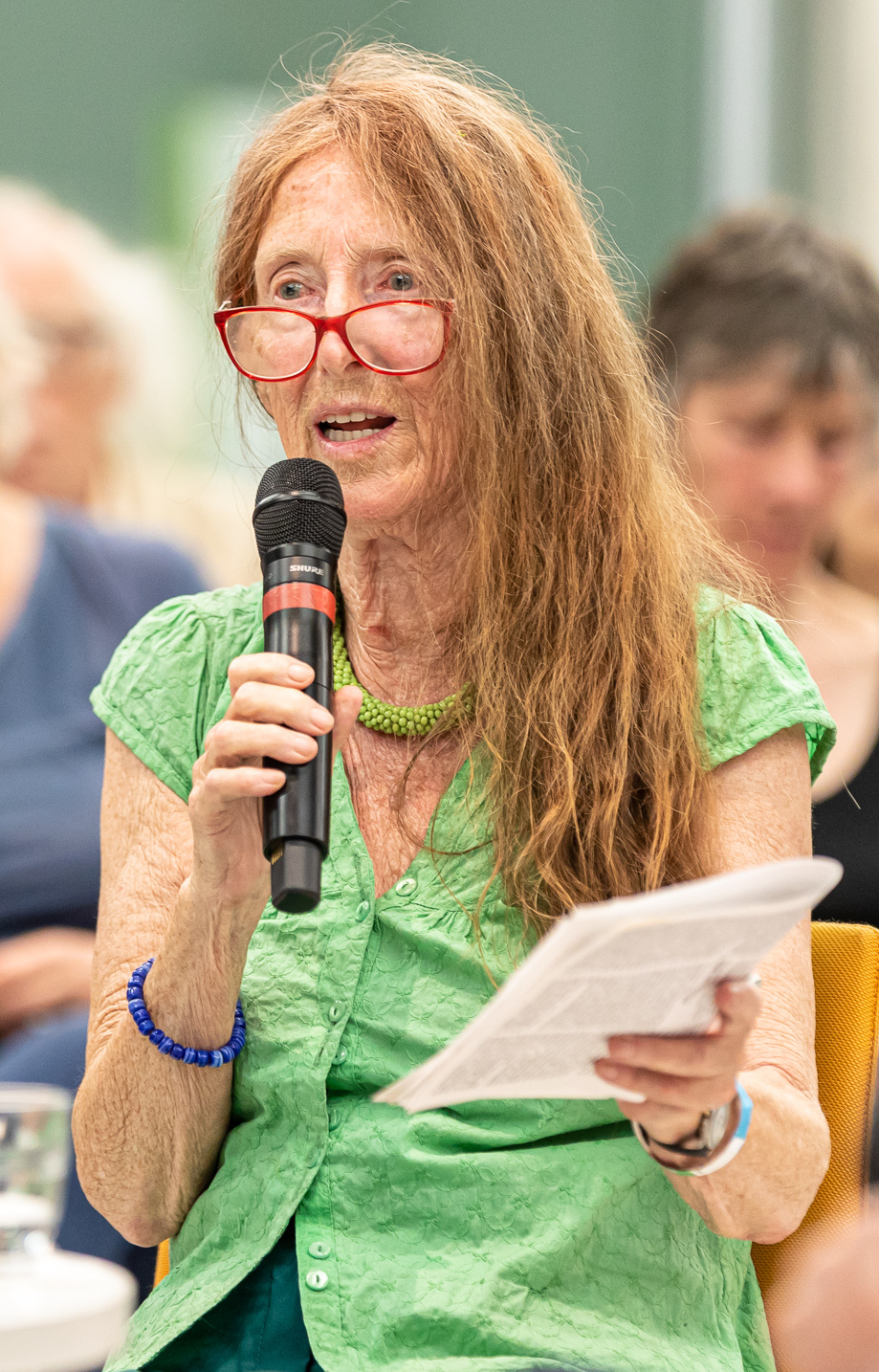
Eva Quistorp nel 2023

Discendente dell'antica famiglia Quistorp, Eva era figlia del pastore protestante Heinrich Quistorp (1911-1987) e della sua prima moglie Elfriede Thilo (1916-2007). Dopo essersi diplomata al liceo di Minden nel 1965, studiò tedesco, scienze politiche e teologia presso l'Università libera di Berlino, dove fu allieva di Helmut Gollwitzer. Divenne successivamente insegnante di scuola superiore e autrice.
Insieme a Petra Kelly, Roland Vogt e Joseph Beuys, Eva Quistorp figurò tra i membri fondatori dei Verdi nel 1979. Fu membro del comitato esecutivo federale del partito dal 1986 al 1988.
Nella tornata elettorale del 1979 si candidò infruttuosamente al Parlamento europeo. Negli anni ottanta fu un'attivista dei movimenti femministi, pacifisti ed ambientalisti, pubblicò come autrice una serie di articoli e libri su ecologia, diritti umani, cooperazione internazionale e organizzò eventi in linea con il movimento anti-nucleare e a favore del disarmo.
In occasione delle europee del 1989, venne eletta eurodeputata; fu vicepresidente del gruppo parlamentare dei Verdi tra il 1991 e il 1992 e membro della commissione per la protezione dell'ambiente, la sanità pubblica e la tutela dei consumatori. Non si candidò per un secondo mandato e, dopo aver lasciato il seggio, divenne membro dell'associazione degli ex eurodeputati.
Fu membro del consiglio di amministrazione e consulente del Bureau international permanent de la paix. Inoltre, fece parte del consiglio di amministrazione del Fondo di sviluppo delle Nazioni Unite per le donne (1995-2000), dell'Attac Germania (1995-2000) e dell'Ufficio internazionale per la pace (2000-2002).
Negli anni successivi, fu opinionista ed editorialista freelance per alcuni periodici.
Dal 2015 si occupò come volontaria di Modina, una bambina rifugiata originaria dell'Afghanistan orfana di madre.

## Opere
- Handbuch Leben. Frauen wehren sich gegen Umweltzerstörung, Gelnhausen, Burckhardthaus-Laetare-Verlag, 1981, ISBN 3-7664-0104-1.
- Frauen für den Frieden. Analysen, Dokumente und Aktionen aus der Frauenfriedensbewegung, Francoforte sul Meno, Päd-Extra-Buchverlag, 1982, ISBN 3-88704-101-1.
- Das Kreuz mit dem Frieden. Christen in der Friedensbewegung, Berlino, Neue Gesellschaft für bildende Kunst, 1982.
- Lieder für den Frieden, Gelnhausen, Burckhardthaus-Laetare-Verlag, 1985, ISBN 3-7664-7036-1.
- Die Grünen und die Religion, Francoforte sul Meno, Athenäum, 1987, ISBN 3-610-08480-4.
- Umweltstandards in Ost und Mitteleuropa vor der Rio-Agenda, Berlino, Archiv Grünes Gedächtnis, 1991.
- Scheherazade. Stimmen von Frauen gegen die Logik des Krieges, Amburgo, Luchterhand, 1992, ISBN 3-630-71027-1.
- Die bosnische Tragödie. Gewalt, Vertreibung, Völkermord, Berlino, Verlag Traum Taum, 1993, ISBN 3-929346-02-8.
- Frauen, Umwelt, Entwicklung. 1001 Frauenprojekte, Bonn, Grüner Versand, 1993.
- Wasser und Wasserpolitik in Europa, Berlino, Archiv Grünes Gedächtnis, 1993.
- Herrenhaus Europa-zu Frauenpolitik in der EU, Berlino, Archiv Grünes Gedächtnis, 1993.
- Kultur und Medienlandschaften in Europa, Berlino, Archiv Grünes Gedächtnis, 1994.
- Weltoffenes Deutschland?, Friburgo, Herderverlag, 2018, ISBN 9783451381874.